# Puchowicze
Puchowicze (biał. Пухавічы) – wieś (dawniej miasteczko) na Białorusi w obwodzie mińskim, w rejonie puchowickim, którego nie jest siedzibą (znajduje się w Maryjnej Górce).

## Historia
Miasto magnackie położone było w końcu XVIII wieku w powiecie mińskim województwa mińskiego.
Dawniej należało do powiatu ihumeńskiego.
W Puchowicach urodził się płk Aleksander Wańkowicz (1881).
Podczas okupacji hitlerowskiej, w sierpniu 1941 roku Niemcy utworzyli getto dla żydowskich mieszkańców. Przebywało w nim około 1000 osób. 28 września 1941 roku Niemcy zlikwidowali getto, a Żydów zamordowali w okolicy. Sprawcami zbrodni było 20 niemieckich żandarmów i 27 osób z Schutzpolizei (dowodzili SS- Brigadeführer Zenner oraz porucznik Karl Kalla). 